# Петър Попович (архитект)
Вижте пояснителната страница за други личности с името Петър Попович.
Петър Попович (на сръбски: Петар Поповић) е сърбомански архитект, хералдист и вексилолог. Освен забележителни архитектурни постижения той има голям принос към сръбската хералдика и вексилология.

## Биография
Роден е нa 25 май 1873 година в свещеническо семейство в Прилеп, тогава в Османската империя. Семейството му напуска Македония, когато той е дете, и се премества в Смедерево, където получава основно образование и завършва прогимназия. Продължава образованието си в Белград.
Попович продължава обучението си по архитектура в Техническия факултет на Великата школа (1892 − 1896), където развива интерес към паметниците на сръбското средновековно изкуство под влиянието на професорите Драгутин Милутинович и Андре Стеванович, които са изключителни експерти по паметниците на сръбската средновековна култура и оказват решаващо влияние върху посоката му към бъдещ дизайн в национален стил, изследване на сръбските средновековни манастири, консервационна работа, както и за по-късното му посвещаване на учителската професия.
След като завършва обучението си, Попович постъпва на работа в Министерството на строителството в 1897 година, където остава да работи през следващите три десетилетия. При пристигането си той първо получава длъжността втори клас помощник-инженер. В 1899 година е назначен за подинженер II клас, няколко месеца по-късно е повишен в подинженер I клас, а в 1900 година е назначен за архитект III клас. В 1901 година издържа държавен изпит за архитект и започва самостоятелно проектиране.
В 1914 година е назначен за началник II клас. Става член на Строителния съвет, който действа към министерството, както и член на Сръбската асоциация на инженерите и архитектите.
След това е изпратен в чужбина, където проявява особен интерес към сградата на италианския парламент, която тогава е в процес на изграждане. По нареждане на министерството той копира планове, които биха могли да бъдат полезни при завършването на парламента в Белград, който също беше в процес на изграждане. Едновременно с това се занимава с набавянето на литература, която смята, че ще бъде полезна за Архитектурния отдел в Белград. Заради лошото си здравословно състояние, причинено от постоянни стомашни проблеми, анемия и инфекции, Попович прекарва няколко месеца на лечение в Генуа. След като се възстановява, отива в Ница. Прекарва известно време в Ница, а към края на войната в Корфу, където възнамерява да сформира Архитектурен отдел.
Последната реставрация на църквата в Крушевац „Свети Стефан“ е извършена под ръководството на Попович в периода между 1904 и 1908 година. Неговият интерес към реставрация на църквата се появява в края на 1901 година, когато живее в Крушевац. Съпоставяйки предишния комисионен план със самата сграда, той забелязва някои неточности и предлага нова експертна комисия. Министерството приема предложението му и го назначава за надзорник на реставрацията. Неговата пионерска работа бележи началото на развитието на модерна служба за защита на паметниците на културата в Сърбия.
Моделът на така възстановената църква е награден със златен медал на Балканското изложение, а след това е изложен в Белград.
В 1919 година е назначен за началник на първи клас на Министерството на строителството в Кралството на сърби, хървати и словенци.
В същата 1919 година става хоноруван професор по средновековна сръбска и византийска архитектура в Белградския университет, където ръководи катедрата по византийска архитектура. Насочва учениците си към проектиране в национален стил. Подобно на своите професори Милутинович и Стеванович, през цялата си кариера Попович се занимава интензивно с изучаването и опазването на сръбските средновековни архитектурни паметници. Освен публикуването на повечето от резултатите си в научни и професионални издания той представя своите наблюдения и в ежедневния печат. Автор е на повече от петдесет историографски статии и няколко монографии.
Освен с архитектура Попович се занимава и с хералдика, вексилология и историография. Автор е на официалната емблема на герба на Кралството на сърбите, хърватите и словенците (от 1929 година Кралство Югославия) от 1921 година. Той дава точно описание на знамето, съхранявано в Хиландар, което се приписва на Стефан Душан.
Заради резултатите, които постига като проектант, професор и учен, на 16 февруари 1925 година става член-кореспондент на Сръбската кралска академия. В следващата 1926 година става член на Масариковата академия на труда в Прага.
Попович сътрудничи и на много хуманитарни организации. Член е на настоятелството на дружеството „Света Елена“, сътрудничи активно на дружествата „Кръг на сръбските сестри“, Червения кръст, Рускиия клуб, Белградското женско дружество и други.
По време на дългогодишната си работа в Министерството на строителството той реализира голям брой проекти, предимно за обществени сгради, ръководи изпълнението на произведения на други проектанти и е член на множество комисии и експертни журита. Остава на длъжността началник на строителството до 1927 година, когато се пенсионира по собствено желание. Продължава да се занимава с проектиране, научни изследвания и публицистика до края на живота си.
Умира на 4 февруари 1945 година в Белград.

### Отличия
За заслугите си в областта на културата, народната просвета и науката е носител на няколко ордена. Награден е с ордена на Кралство Сърбия „Свети Сава“ V, IV степен (1907) и III степен. За заслугите си към короната, държавата и нацията е награден с Кралски ордени на Белия орел IV и V степен. Носител е и на орден „Звездата на Караджордже“, IV степен.

### Цитирана литература
- Милошевић, Данијела. Архитекта Петар Ј. Поповић (1873—1945) докторска дисертација.   Београд, Филозофски факултет Универзитет у Београд, 2019.
- Ристић, Владислав. Рестаурација Лазарице Пере Ј. Поповића из 1904—1908. године //  Саопштења XV.   Републички завод за заштиту споменика културе, 1983.